# Llista de derbis de futbol urbans
Llista de derbis entre clubs de futbol d'una mateixa població que comporten rivalitat entre les dues aficions. S'exclouen, per tant, rivalitats entre clubs de ciutats veïnes o entre clubs rivals en general.

## Espanya
| Derbi              | Clubs                                  | Data      | Observacions | Altres |
| ------------------ | -------------------------------------- | --------- | --- | --- |
| Derbi barceloní    | FC Barcelona, RCD Espanyol             | 1900      | Els aficionats del FC Barcelona tendeixen a identificar-se amb el catalanisme polític, mentre que els de l'Espanyol amb l'espanyolisme. | Nombrosos clubs històrics que competeixen en categories inferiors                                                                                       |
| Derbi de Madrid    | Reial Madrid, Atlètic de Madrid        | 1903      | Els aficionats de tots dos equips, a despit de les seves connotacions republicanes abans de la Guerra, han estat vinculats a les autoritats franquistes, i els seus aficionats ultres amb la ultradreta (tant el Frente Atlético com els Ultras Sur). | Rayo Vallecano. Altres equips històrics de Madrid desaparegueren els anys trenta i quaranta (Racing Club de Madrid, CD Nacional de Madrid, Imperio CF). |
| Derbi de Sevilla   | Sevilla FC, Real Betis                 | 1907      | Per bé que actualment aquestes diferències estan atenuades, tradicionalment els aficionats del Sevilla s'han associat a les classes benestants, mentre que els del Betis a la classe obrera, a despit que els Biris, els ultres del Sevilla, són d'extrema esquerra i els Supporters Sur, els del Betis, d'extrema dreta. | |
| Derbi de València  | UE Llevant, València CF                | 1919      | El Llevant és un club fundat el 1939 per la fusió del Llevant FC i el Gimnàstic FC, tots dos fundats el 1909. Els orígens obrers i republicans del Llevant contrasten amb el València, els aficionats del qual s'associen amb el blaverisme. | |
| Derbi palmesà      | RCD Mallorca, Atlètic Balears          | 1920      | El Balears FC neix el 1920 fundat per aficionats de classe treballadora (des de 1942 pren el nom d'Atlètic Balears en absorbir l'Athletic FC), mentre la Reial Societat Alfons XIII FC (a partir de 1931 CD Mallorca, i des de 1949 Reial) neix el 1916 fundat per aficionats de classe alta. La rivalitat es fonamenta en els orígens sociològicament oposats dels dos clubs, un marcadament obrer i l'altre a partir de les classes benestants. | |
| Derbi maonès       | CE Menorca, UE Maó                     | 1922      | Totes dues entitats es fusionaren el 1974 per crear l'Sporting Maonès, però la rivalitat persistí en categories inferiors i es reprengué el 2001, quan tots dos tornaren a competir en categoria sènior. | |
| Derbi de Jerez     | Xerez CD, Jerez Industrial             | 1923      | Encara que, estrictament, el Xerez fou fundat el 1942 i l'Industrial el 1951, la rivalitat ja existia en els seus predecessors, el Xerez FC (1907) i el Juventud CF (1923). | Xerez Deportivo FC (2013) |
| Derbi de Logroño   | SD Logroñés, UD Logroñés               | 2009      | Tots dos clubs foren fundats el 2009 arran de la desaparició del CD Logroñés. La SD és un club d'accionariat popular, mentre que la UD és un projecte empresarial de Félix Revuelta que començà a Segona B comprant la plaça del CD Varea. | |
| Derbi de Múrcia    | Reial Múrcia, UCAM Múrcia              | 2011      | La principal rivalitat del Reial Múrcia, el club històric de la ciutat, és amb el FC Cartagena i, en menor mesura, amb l'Hèrcules CF i també l'Elx CF. L'UCAM és el club que representa la Universidad Católica de Murcia, una universitat privada. | CF Ciudad de Murcia / CAP Ciudad de Murcia |
| Derbi de Salamanca | CF Salmantino, Unionistas de Salamanca | 2014      | Tots dos clubs foren fundats el 2013 arran de la desaparició de la UD Salamanca. L'Unionistas és un club d'accionariat popular fundat amb la finalitat d'homenatjar la històrica UD Salamanca, mentre que el Salmantino és un projecte empresarial vinculat a Agapito Iglesias i que ha estat acusat de voler suplantar la UD Salamanca. | |
| Derbi d'Orense     | Ponte Ourense, UD Ourense              | 2014      | La UD Ourense fou fundada el 2014 com a club d'accionariat popular arran de la desaparició del CD Ourense; aquell mateix any, el Ponte Ourense canvià el nom a Ourense CF i tots dos clubs passaren a competir per representar la ciutat. | |
| Derbi alacantí     | Alacant CF, Hèrcules CF                | 1922-2015 | L'Alacant CF va desaparèixer el 2015, després de 96 anys d'història. | |

## Anglaterra
- Derbi de Manchester (Manchester United, Manchester City)

- Derbi de Merseyside (Liverpool FC, Everton FC)

- Derbi de Birmingham (Aston Villa, Birmingham City)

- Derbi de Sheffield (Sheffield Wednesday, Sheffield United)

- Derbi de Bristol (Bristol City, Bristol Rovers)

- Derbi de Nottingham (Nottingham Forest, Notts County)

- Derbi de Stoke-on-Trent (Stoke City, Port Vale FC)

### Derbis de Londres
La ciutat de Londres acull un gran nombre de clubs de futbol. Els que han passat tota o bona part de la seva història dins el futbol professional són: Arsenal FC, Tottenham Hotspur, Chelsea FC, Fulham FC, West Ham United, Crystal Palace FC, Queens Park Rangers, Millwall FC, Brentford FC, Charlton Athletic, Wimbledon FC / AFC Wimbledon i Leyton Orient FC. No obstant això, no tots aquests clubs tenen una rivalitat forta, sobretot perquè hi ha enfrontaments rars perquè hi ha clubs que no coincideixen sovint de categoria. Destaquen, principalment, les rivalitats següents:
- Arsenal i Tottenham, North London derby, fonamentada en el veïnatge entre els dos estadis: per part del Tottenham, White Hart Lane, i per part de l'Arsenal, històricament Highbury i, actualment, l'Emirates Stadium.
- Chelsea i Fulham, West London derby, fonamentada en el veïnatge entre els dos estadis: per part del Chelsea, Stamford Bridge, i per part del Fulham, Craven Cottage.
- West Ham i Millwall, fonamentada en el fet que els aficionats de tots dos equips compartien la professió de bastaixos.

## Itàlia
A Itàlia els derbis urbans es concentren tots al nord, on va arribar abans i així es va popularitzar primer.
- Derbi de la Madonnina (AC Milan, Inter de Milà): originàriament, el Milan era el club dels treballadors, mentre que l'Inter era el de la burgesia. De la mateixa manera, l'Inter va néixer en oposició al Milan i com a reacció al fet que el club no permetia jugadors estrangers entre els seus; d'aquí el nom del nou club, Internazionale.

- Derbi de la Mole (Torino FC, Juventus FC): històricament, el Torino ha estat el club dels treballadors, mentre que la Juventus el club dels padrons. Actualment, la Juventus és el club amb més seguidors d'Itàlia,[21] però dins la ciutat el club amb més seguidors és el Torino.[22]

- Derbi de la Llanterna (Genoa CFC, UC Sampdoria): es tracta d'un derbi relativament jove, atès que la Sampdoria nasqué el 1946 fruit de la fusió entre la Sampierdarenese i l'Andrea Doria. Tot i així, la rivalitat entre el Genoa i l'Andrea Doria es remunta a començament de segle.

- Derbi de la capital (SS Lazio, AS Roma): històricament, mentre que la Roma representa l'aficionat urbà de classe treballadora, amb la Lazio s'identifiquen els aficionats de les perifèries burgeses i també de les zones rurals del Laci.[23]

- Derbi de Verona (Hellas Verona, Chievo Verona): es tracta d'una rivalitat relativament moderna, atès que l'Hellas és el club tradicional de la ciutat, mentre que històricament el Chievo sempre havia estat un club de barri (Chievo és un barri de Verona). Però els anys noranta, gràcies al suport de l'empresa Paluani, propietària del club, el Chievo va ascendir a Serie B, i començaren els enfrontaments amb l'Hellas. S'enfrontaren diverses vegades fins a 2002, quan el Verona descendí a Serie B i posteriorment a Serie C, mentre el Chievo representava la ciutat a la primera categoria. El 2013 l'Hellas retornà a Serie A, i de llavors ençà ha continuat la rivalitat.

## Alemanya
A Alemanya és molt habitual la presència de més d'un equip professional a una ciutat, en part perquè la Bundesliga no va néixer fins a 1963 i els clubs de l'Est no s'hi uniren fins a 1991; fins llavors, les lligues federals eren la màxima categoria del futbol alemany (a l'oest, existia una fase final entre els campions federals per decidir el campió de l'Alemanya Federal), i això afavoria la presència de més d'un club d'una ciutat a la màxima categoria. No obstant això, sovint només va ser un club de la ciutat el que es va poder fer un lloc a la Bundesliga, i actualment moltes d'aquestes antigues rivalitats s'han atenuat.
- Derbi de Berlín:en històricament, Berlín sempre ha estat una ciutat amb un gran nombre de clubs (molts dels quals han desaparegut), i encara ara no hi ha un representant principal a la ciutat. Pel que fa a les rivalitats, cal tenir en compte que entre 1945 i 1991 els equips de l'Est i l'Oest no s'enfrontaren entre si, de manera que entre uns i altres la rivalitat actualment no és tan intensa. Els clubs principals i històrics de la ciutat són: a l'est, l'Union Berlin (antigament el club de la Federació Alemanya de Sindicats Lliures i sempre molt popular entre la classe obrera),[24] el Dynamo de Berlín (antigament el club de l'Stasi, i actualment amb molts de seguidors d'extrema dreta)[25] i, de 1953 a 1971, el Vorwärts Berlin; a l'oest, el Hertha de Berlín, el Tennis Borussia Berlin, el Blau-Weiß Berlin (refundat el 1992 com a Blau-Weiß 90 Berlin), el Tasmania de Berlín (refundat el 1973), l'SCC Berlin, el Viktoria de Berlín, fins a 1994 el Wacker 04 Berlin i, fins a 2014, l'Spandauer SV. Els clubs principals són l'Union i el Hertha, seguits del Tennis Borussia i el Dynamo.

- Derbi de Múnic (TSV Múnic 1860, Bayern de Múnic): aquesta rivalitat es va accentuar després de la Guerra i sobretot durant els anys seixanta, però d'ençà dels grans successos del Bayern els anys setanta s'ha atenuat. El FC Wacker München, per la seva banda, sempre ha competit en categories regionals i actualment no hi ha gaire rivalitat.

- Derbi d'Hamburg: Hamburger SV vs FC St. Pauli. El St. Pauli és un club amb fortes arrels obreres i amb una afició profundament d'esquerres. L'HSV és el club amb més succés de la ciutat.[26]

- Derbi d'Augsburg: fins als anys seixanta, els dos clubs principals de la ciutat, el BC Augsburg i el TSV Schwaben Augsburg, mantengueren una gran rivalitat. El 1969, els dos clubs es fusionaren per crear el FC Augsburg, però el Schwaben Augsburg reprengué uns anys més tard la seva activitat. Tot i així, el Schwaben reaparegué a la categoria més baixa, i els primers enfrontaments no es produïren fins als anys vuitanta. Amb l'ascens recent del FC Augsburg a la Bundesliga, no s'han reeditat els enfrontaments; el darrer fou el 2001, a la Bayernliga (quart nivell).

- Derbi de Colònia: la ciutat de Colònia ha acollit un gran nombre de clubs històrics, dels quals actualment en romanen tres, tots fruit de fusions de clubs anteriors: el Fortuna de Colònia (1948), el Viktoria de Colònia (1957) i el FC Köln (1948), que és el club més important de la ciutat i que s'ha enfrontat poques vegades amb els altres dos, que sí que mantenen la rivalitat més viva.

- Derbi de Frankfurt del Main: Eintracht de Frankfurt vs FSV Frankfurt. Els dos clubs tengueren una rivalitat intensa fins a la creació de la Bundesliga els anys seixanta; a partir de llavors, l'Eintracht s'hi consolidà i els enfrontaments han estat escassos.

- Derbi de Bochum: VfL Bochum vs SG Wattenscheid; a partir dels anys setanta, el Bochum es va assentar a la Bundesliga i els enfrontaments han estat escassos.

- Derbi de Würzburg: Würzburger Kickers vs Würzburger FV

- Derbi de Brandenburg: Brandenburger SC Süd 05 vs BSG Stahl Brandenburg

- Derbi d'Essen: Schwarz-Weiß Essen vs Rot-Weiss Essen

- Derbi de Leipzig: Lokomotiv de Leipzig vs Chemie Leipzig. Mantengueren una rivalitat intensa mentre competiren a la primera divisió de la RDA, que ha continuat després de la Reunificació en categories inferiors. El 2009 l'empresa Red Bull fundà un club de futbol establert a Lepzig, l'RB Leipzig, però no existeix rivalitat amb els altres dos clubs.[27]

- Derbi de Stuttgart: VfB Stuttgart vs Stuttgarter Kickers

- Derbi d'Oldenburg: VfB Oldenburg vs. VfL Oldenburg

## Bèlgica
- Derbi de Bruges:fr Club Bruges KV vs Cercle de Bruges.

- Derbi d'Anvers: Royal Antwerp vs Beerschot. El Berchem també hi havia rivalitzat, però els darrers anys ha jugat en categories inferiors.

- Derbi de Brussel·les: els tres principals clubs de la ciutat són el RWD Molenbeek, l'Union Saint-Gilloise i l'Anderlecht, i la rivalitat és viva entre els tres. Històricament, abans de la Segona Guerra Mundial l'Union Saint-Gilloise, el Royal Racing Club de Bruxelles i el Royal Daring Club de Bruxelles eren els tres principals clubs de la ciutat, per bé que, després de guanyar sis lligues, el Racing perdé importància ja cap als anys vint. Després de la Segona Guerra Mundial, l'Anderlecht començà una era daurada mentre l'Union SG i el Daring també abandonaven l'elit. El 1973, el Racing (llavors anomenat Royal Racing White, després d'haver-se fusionat el 1963 amb el White Star Woluwé AC) i el Daring es fusionaren per crear el Racing White Daring Molenbeek o RWD Molenbeek, i d'aquesta manera tornaren a competir al primer nivell amb l'Anderlecht i arribaren a guanyar una altra lliga. Finalment tornaren a decaure, però es refundaren el 2015 i resorgiren, com també ho feu l'Union Saint-Gilloise, que retornà a la primera divisió el 2021. Actualment, tots tres clubs competeixen al futbol professional i mantenen una forta rivalitat.

- Derbi de Lieja:fr Standard de Lieja vs RFC Liège

- Derbi de Gant: KAA Gent vs KRC Gent

- Derbi de Charleroi: Royal Charleroi SC vs Royal Olympic Club de Charleroi

- Derbi de Malines: KV Mechelen vs KRC Mechelen

- Derbi de Lier: Lierse SK / Lierse Kempenzonen vs K Lyra / Lyra-Lierse

## Àustria
- Derbi de Viena:de els dos clubs principals de la ciutat són el Rapid de Viena i l'Àustria de Viena, que mantenen el derbi principal de la ciutat i el país. A més, la ciutat té molts altres clubs, i més encara històricament, que també tenen i han tengut rivalitats importants entre ells. Entre aquestes, destaquen l'Admira de Viena i el Wacker de Viena, fusionats el 1971 per formar l'Admira Wacker Vienna, posteriorment traslladat a la localitat veïna de Mödling; el First Vienna, el Wiener SC, el Favoritner AC, el Floridsdorfer AC, el Simmeringer SC, el Wiener AC, desaparegut els anys setanta; i el Hakoah Vienna, desaparegut durant el Tercer Reich.[28]

- Derbi de Graz: Sturm Graz, Grazer AK

- Derbi de Linz: LASK Linz, Blau-Weiß Linz

- Derbi de Salzburg: l'equip principal de Salzburg era l'Austria Salzburg, i rivalitzava amb altres equips de la ciutat, entre els quals, principalment, el Salzburger AK. El 2005, l'empresa Red Bull va comprar el club i en va canviar el nom i l'escut per promocionar-se. Aquest fet va crear rebuig entre els aficionats del club però també de la lliga en general. Els aficionats fundaren un nou club amb el nom de SV Austria Salzburg, que encara no ha retornat a la primera categoria.

- Derbi de Lustenau: Austria Lustenau vs FC Lustenau 07

## Escòcia

### Glasgow
A Glasgow hi ha nombrosos clubs de futbol, dels quals cinc són professionals o semiprofessionals, i tenen diverses rivalitats entre ells. Destaquen:en
- L'Old Firm és la principal rivalitat d'Escòcia, el Glasgow Rangers contra el Celtic de Glasgow. La divisió social de la ciutat es reflecteix en els aficionats d'un i altre equip: mentre que els catòlics, descendents d'immigrants irlandesos, republicans, nacionalistes escocesos i, en general, obrers o laboristes són seguidors del Celtic de Glasgow,[29] els unionistes i protestans són seguidors del Rangers.

- El derbi original de Glasgow involucrava el Glasgow Rangers i el seu rival, el Queen's Park FC. Després de la Segona Guerra Mundial, el Queen's Park decaigué: i la temporada 1957 descendí de la primera categoria i el derbi no es tornà a disputar fins al 2012.

- El Clyde FC i el Partick Thistle, tot i rivalitzar també amb els dos grans clubs de Glasgow, protagonitzen un derbi alternatiu a la ciutat.

### Edimburg
- El derbi principal de la ciutat involucra els dos clubs més importants, el Heart of Midlothian i l'Hibernian FC. Aquest darrer agrupava, tradicionalment, els aficionats d'ascendència irlandesa, semblantment al Celtic a Glasgow.

- Paral·lelament, FC Edinburgh City i The Spartans FC protagonitzen un derbi en categories inferiors també de gran rivalitat.

### Altres
- Derbi de Dundee: Dundee United i Dundee FC protagonitzen el derbi en què els estadis dels dos equips es troben més pròxims l'un de l'altre, atès que solament els separa un carrer.

- A la ciutat de Falkirk, el Falkirk FC i l'East Stirlingshire FC tenen una rivalitat històrica, però des que aquests darrers han caigut en categories inferiors, s'ha intensificat la rivalitat amb un tercer club de la ciutat, l'Stenhousemuir FC.

## Grècia

### Atenes
Atenes concentra un terç de la població de tot l'estat, de manera que, per força, també havia de concentrar bona part dels clubs de futbol de la Superlliga Grega. Val a dir que, administrativament, Atenes no existeix, ans està dividida en quatre unitats perifèriques més la del Pireu. A efectes pràctics, com que totes cinc estan conurbades, els enfrontaments entre equips de qualsevol d'aquestes cinc unitats perifèriques es poden considerar derbis urbans. Destaquen, principalment:
- Derbi dels enemics eterns, entre l'Olympiakos FC i el Panathinaikos FC, un dels derbis més intensos del futbol mundial. Tradicionalment s'estableix una diferència entre uns aficionats i altres, de manera que els seguidors de l'Olympiakos tendeixen a ser de classe treballadora del Pireu i el Panathinaikos representa la classe benestant atenesa.

- El tercer club de la ciutat, l'AEK Atenes, també té una gran rivalitat amb els dos anteriors. En aquest cas, els seguidors de l'AEK eren, en origen, refugiats que fugien del genocidi grec durant la guerra greco-turca (1919-1922), i els seus aficionats s'identifiquen tot sovint amb l'esquerra política.

- Derbi d'Esmirna: l'Apollon Smyrnis i el Panionios eren dos clubs d'Esmirna que, com a resultat de l'intercanvi de poblacions entre Grècia i Turquia el 1922, es traslladaren d'aquella ciutat a Atenes, on han mantengut la rivalitat per bé que atenuada, com a resultat de la solidaritat en tant que hereus dels refugiats del 1922.[30]

- Altres derbis rellevants involucren equips que són veïns dins la mateixa ciutat. Així doncs, AO Egaleo i Atromitos rivalitzen a l'Atenes Occidental, GS Kallithea i Panionios al Sud, Proodeftiki i Ionikos al barri de Níkea i Ethnikos Pireos i Olympiakos al Pireu. Apollon Smyrnis i AEK també tenen rivalitat per la proximitat dels seus estadis, i encara hi ha més rivalitats menors que emparellen els clubs esmentats anteriorment.

### Tessalònica
La rivalitat principal de Tessalònica és entre els dos clubs més importants: l'Aris Salònica FC, amb el qual s'identifiquen les classes benestants de la ciutat, i el PAOK Salònica FC, l'equip dels treballadors i, en origen, dels refugiats del genocidi grec dels anys vint.
Addicionalment, també hi ha rivalitats importants entre aquests dos equips i els altres equips professionals de la ciutat: l'Iraklis, els aficionats del qual estan vinculats amb l'esquerra política; l'Apollon Kalamarias, equip fundat per refugiats del Pont; l'Agrotikos Asteras, també fundat per refugiats de l'Àsia Menor, i per aquest motiu manté rivalitat amb l'Apollon Kalamarias; i el Makedonikos FC.

### Altres poblacions
A banda d'Atenes i Tessalònica, no hi ha cap altra població a Grècia que superi els 200.000 habitants. Tot i així, moltes de petites ciutats tenen més d'un club de futbol que les representa:
- Derbi de Càndia: la rivalitat principal és entre l'Ergotelis, l'equip de la classe benestant, i l'OFI, l'equip de les classes populars. També són clubs establerts a Càndia l'Irodotos FC, l'equip dels refugiats de l'Àsia Menor (i particularment d'Halicarnàs, d'aquí el nom del club, referència a l'historiador Heròdot d'Halicarnàs), i el PO Atsaleniou.
- Derbi de Làrissa: AE Larissa vs Apollon Larissa vs Iraklis Larissa
- Derbi de Volos: Niki de Volos vs Olimpiakos de Volos
- Derbi de Khanià: Platanias vs Chania FC
- Derbi de Rodes: GS Diagoras Rodou vs AE Rodos
- Derbi de Karditsa: AO Karditsa vs Anagennisi Karditsa
- Derbi de Drama: Doxa de Drama vs Pandramaikos

## Portugal
- Derbi de Lisboa: Benfica vs Sporting

- Petit derbi de Lisboa: existeix una certa rivalitat entre el tercer i el quart equips de Lisboa, Os Belenenses i Atlético Clube de Portugal.

- Derbi de Porto: FC Porto vs Boavista. Addicionalment també es pot incloure el Salgueiros, però els darrers anys ha estat competint en categories baixes i la rivalitat que hi podia haver ha decaigut molt.

- Derbi de Funchal (Madeira): la capital de Madeira acull tres clubs, Marítimo, União i Nacional. En part, aquesta varietat es deu al fet que els equips insulars no pogueren competir en categoria nacional fins als anys setanta, i calia una certa diversitat interna per garantir la competició.

## França
A França els derbis urbans són molt rars, principalment perquè les institucions tendeixen a donar suport a un sol club, cosa que ha portat uns clubs a fusionar-se, com és el cas del FC Metz, el LOSC Lille i el FC Nantes, i a d'altres a la desaparició, com ara l'Stade Helvétique de Marseille, i així aquestes quatre ciutats, a tall d'exemple, no tenen derbi urbà. Solament hi ha dos casos que són excepció: París, pel fet de ser una gran metròpoli, i Còrsega.
- Derbi de París:fr els principals clubs històrics de la ciutat són l'Stade Français, el Racing Club de France, el Red Star i el Cercle Athlétique de Paris. El 1969 tots quatre eren en decadència, i la Federació Francesa de Futbol emprengué el projecte de crear un gran club a la ciutat.[32] Així nasqueren primer el París FC, i després el París Saint-Germain. El PSG manté molt poca rivalitat amb els anteriors, perquè gairebé no han coincidit de categoria. Les principals rivalitats són entre el Red Star (originalment un club burgès, però amb el temps esdevengut referent dels aficionats d'esquerres),[33] el Racing i l'Stade Français, però també amb el París FC.

- Derbi d'Ajaccio:fr AC Ajaccio vs Gazélec Ajaccio

- Derbi de Bastia:fr SC Bastia vs CA Bastia

## Holanda
- Derbi de Rotterdam:en Feyenoord, Sparta i Excelsior

A Amsterdam hi ha nombrosos clubs, però l'Ajax és l'únic professional. Per tant, tots els derbis que existeixen són a escala de futbol amateur.

## Dinamarca
- Derbi de Copenhaguen: el derbi principal involucra el FC København i el Brøndby IF; de tota manera, Lyngby i Akademisk protagonitzen un derbi al nord de la ciutat, com també Brønshøj i Vanløse.

- Derbi d'Odense: Odense Boldklub vs Boldklubben 1909 Odense

- Derbi d'Aarhus: Aarhus Fremad vs Århus Gymnastikforening

## República Txeca
La principal rivalitat de la República Txeca és la que tenen l'Slavia de Praga i l'Sparta de Praga en el derbi de Praga.en No obstant això, hi ha altres equips importants a la ciutat, i sovint qualsevol enfrontament entre equips de Praga comporta rivalitat. Aquests equips són el Bohemians, el Dukla de Praga (l'equip de l'exèrcit durant el període socialista) i el Viktoria Žižkov.

## Belarús
- Derbi de Minsk: Dinamo de Minsk vs FC Minsk (antigament Smena Minsk)
- Altres derbis de Minsk: Torpedo de Minsk, Partizan de Minsk (el club dels aficionats antifeixistes de la ciutat),[36] Krumkachy de Minsk